# SKN St. Pölten
Der Sportklub Niederösterreich St. Pölten, kurz SKN St. Pölten, ist ein Fußballverein aus St. Pölten, dessen erste Herrenmannschaft in der 2. Liga, der zweithöchsten österreichischen Spielklasse, spielt. Die Frauenmannschaft des Vereines spielt in der ÖFB Frauen-Bundesliga. Die Lizenzspielerabteilung ist in die  SKN St. Pölten GmbH ausgegliedert, deren einziger Gesellschafter der Verein ist.

## Geschichte
Der Sportklub Niederösterreich St. Pölten wurde nach Auflösung seines inoffiziellen Vorgängers, des FCN St. Pölten, und dessen Vorgänger, der VSE St. Pölten, am 6. Juli 2000 gegründet. Der neue Verein übernahm vom FCN die gesamte Infrastruktur, das Stadion und auch die Patronanz über das Bundes-Nachwuchs-Zentrum. Durch die Übernahme des BNZ St. Pölten wurde der SKN nicht wie für einen neu gegründeten Verein üblich in der letzten Spielklasse eingeordnet, sondern durfte in der 2. Landesliga West, der fünften Spielstufe, beginnen.
Bereits in ihrer ersten Spielsaison schaffte die Mannschaft auf Anhieb den Meistertitel in der 2. Landesliga und damit den Aufstieg in die vierte Leistungsstufe. In der 1. Landesliga kürte sich der Verein in der Folgesaison 2001/02 mit dem nächsten Titelgewinn zum Landesmeister und schaffte damit den Durchmarsch in die Regionalliga Ost. Im selben Spieljahr kam der SKN auch in das Finale des Niederösterreichischen Landescups, musste sich dort aber gegen den SC Theresienfeld geschlagen geben.
In der Regionalliga erreichte St. Pölten in der Premierensaison 2002/03 nur den zehnten Tabellenplatz, steigerte sich aber im darauffolgenden Jahr auf den vierten Endrang. In der Saison 2004/05 belegte der Verein den sechsten Rang und kam im ÖFB-Pokal über SV Wörgl (3:0), Schwarz-Weiß Bregenz (2:1) und Austria Salzburg (5:1) in das Viertelfinale. Beim Überraschungssieg am Voith-Platz über den Bundesligisten aus Salzburg taten sich dabei vor allem Helmut Prenner mit drei und Christoph Knaller mit zwei Toren hervor. Im Viertelfinale hatte St. Pölten am 27. April 2005 gegen Austria Wien keine Chance und schied mit einer 0:6-Niederlage aus dem Bewerb aus.
Im  Spieljahr 2005/06 kämpften die Niederösterreicher bis zuletzt um den Aufstieg in die Erste Liga mit, hatten aber am Saisonende um einen Punkt das Nachsehen gegenüber dem SC-ESV Parndorf 1919. Das erklärte Ziel in der Saison 2006/07 war der Aufstieg in die Erste Liga. Nach schwachen Leistungen im Herbst 2006 und einigen vereinsinternen Streitereien, im Zuge deren der sportliche Leiter Markus Kernal entlassen wurde, wurde aber dieses Ziel fallengelassen. In der Winterpause 2006/2007 kehrten etliche Stammspieler dem Verein den Rücken. Der Geschäftsführer Raphael Landthaler trat nach Auffassungsunterschieden mit Anton Pfeffer per Ende November 2006 zurück. Wenige Tage vor Trainingsbeginn und nach acht Wochen Urlaub trat auch der Trainer Walter Hörmann zurück, um Sportkoordinator von Sturm Graz zu werden. Neuer Trainer wurde Martin Scherb, der Arbeitskollege von Aufsichtsratsmitglied Anton Pfeffer. In der Frühjahrssaison war der SKN mit einem stark verjüngten Team überraschenderweise hinter Meister Schwadorf die zweiterfolgreichste Mannschaft. Bemerkenswert war das Skandalspiel gegen den angehenden Meister, wobei drei SKN-Spieler nach dem überaus umstrittenen Führungstreffer für Schwadorf kurz vor Spielende ausgeschlossen wurden. Es handelte sich dabei um die einzigen gelb/roten bzw. roten Karten für SKN-Spieler in der gesamten Saison 2006/2007.
Ende Juni 2007 legte Obmann Christian Walter völlig überraschend sein Amt zurück und der Aufsichtsratsvorsitzende und ehemalige Obmann Sepp Hintermeier übernahm dessen Amt. Offiziell geschah dies aus beruflichen Gründen. Es halten sich jedoch Gerüchte, dass dieser Obmannwechsel vom Land NÖ gewünscht beziehungsweise erzwungen wurde, denn nur wenige Tage nach dem Wechsel bekannte sich Landesrätin Petra Bohuslav klar zum SKN St. Pölten und verkündete den Bau eines neuen Fußballstadions bis 2011.
Das Ziel für die Saison 2007/2008 war ursprünglich ein Platz unter den ersten fünf, da sich das Erreichen des Meistertitels auf Grund der gegebenen Rahmenbedingungen (sehr junge und wenig erfahrene Mannschaft) laut Vereinsführung vor der Saison als unrealistisch darstellte und zudem einige andere Mannschaften, wie beispielsweise Vienna oder Wiener Sportklub ein Vielfaches an Budget zur Verfügung hatten. Über die gesamte Herbstsaison 2007 wurden jedoch sehr gute Leistungen erbracht und hervorragende Ergebnisse erzielt, was dazu führte, dass man einige Runden lang sogar die Tabellenführung der Regionalliga Ost innehatte. Letzten Endes schaffte St. Pölten im Zeitraum vom 27. April 2007 (1:2 gegen Schwadorf) bis zum 9. November 2007 (0:1 bei Vienna) eine Serie von 24 ungeschlagenen Spielen (20 Siege, 4 Unentschieden) in Meisterschaft und Amateur-Cup. Auf Grund der Niederlage im letzten Spiel der Herbstsaison ging der Herbstmeistertitel an den Hauptkonkurrenten FAC Team für Wien und man musste die Frühjahrssaison mit zwei Punkten Rückstand in Angriff nehmen.
Die guten Leistungen der Herbstsaison konnten auch in den Frühjahrsspielen 2008 bestätigt werden und so fixierte St. Pölten zwei Runden vor Ende der Meisterschaft den Meistertitel in der Regionalliga Ost und somit auch den Aufstieg in die Erste Liga. Dies stellt den bislang größten Erfolg in der Vereinsgeschichte dar.
In der Ersten Liga konnte sich der SKN St. Pölten sofort etablieren und ließ durch gute Ergebnisse aufhorchen. Der größte Erfolg war zweifellos der 1:0-Auswärtssieg am 31. Oktober 2008 beim Bundesliga-Absteiger FC Wacker Innsbruck, mit dem St. Pölten überdies zwei Runden lang an der Tabellenspitze lag. Am Ende der Herbstmeisterschaft konnte der Aufsteiger den ausgezeichneten dritten Platz erreichen.
Auch im Frühjahrsdurchgang konnte die junge Mannschaft mehrmals überzeugen, und so wurde die erste Saison in der Ersten Liga mit 13 Siegen, 8 Unentschieden und 12 Niederlagen sowie einem Torverhältnis von 51:46 auf dem, für einen Aufsteiger ausgezeichneten fünften Platz beendet werden. Der SKN St. Pölten war damit der bei weitem Beste der 3 Aufsteiger aus den Regionalligen.

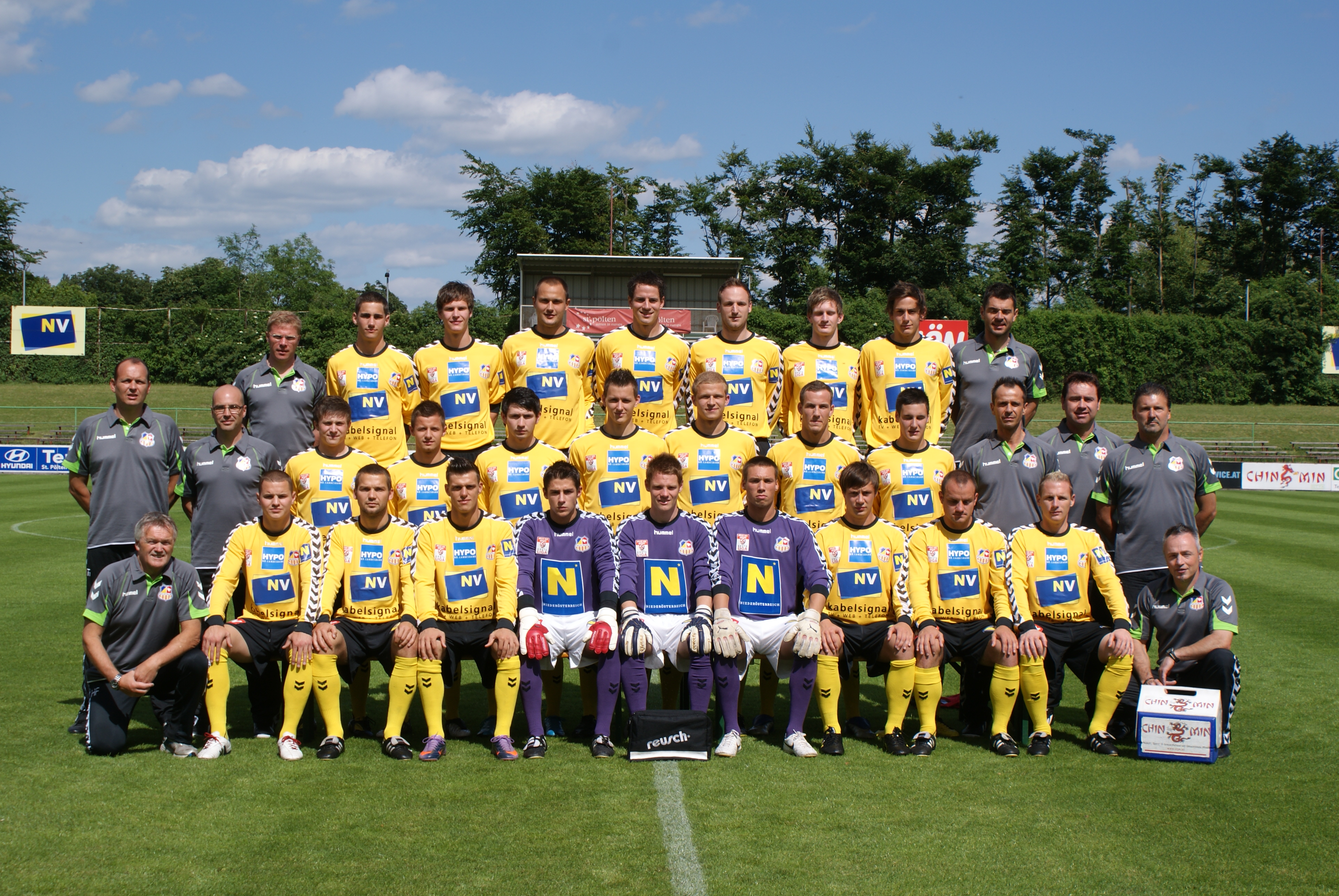
Die Mannschaft im Juni 2010

In der Saison 2009/10 wurde der eingeschlagene Weg mit jungen Spielern aus der Region fortgeführt; es wurden vor der Saison neun Spieler der Nachwuchsakademie in den Kader der Kampfmannschaft übernommen. Sportlich konnte sich die Mannschaft im Vergleich zur Vorsaison steigern und belegte am Ende mit 51 Punkten (14 Siege, 9 Unentschieden und 10 Niederlagen) sowie einem Torverhältnis von 44:42 den vierten Platz der Ersten Liga.
Außerdem wurden im Herbst 2009 die Pläne für das neue Stadion in St. Pölten-Ratzersdorf präsentiert sowie im Frühjahr 2010 ein neuer Vorstand gewählt.

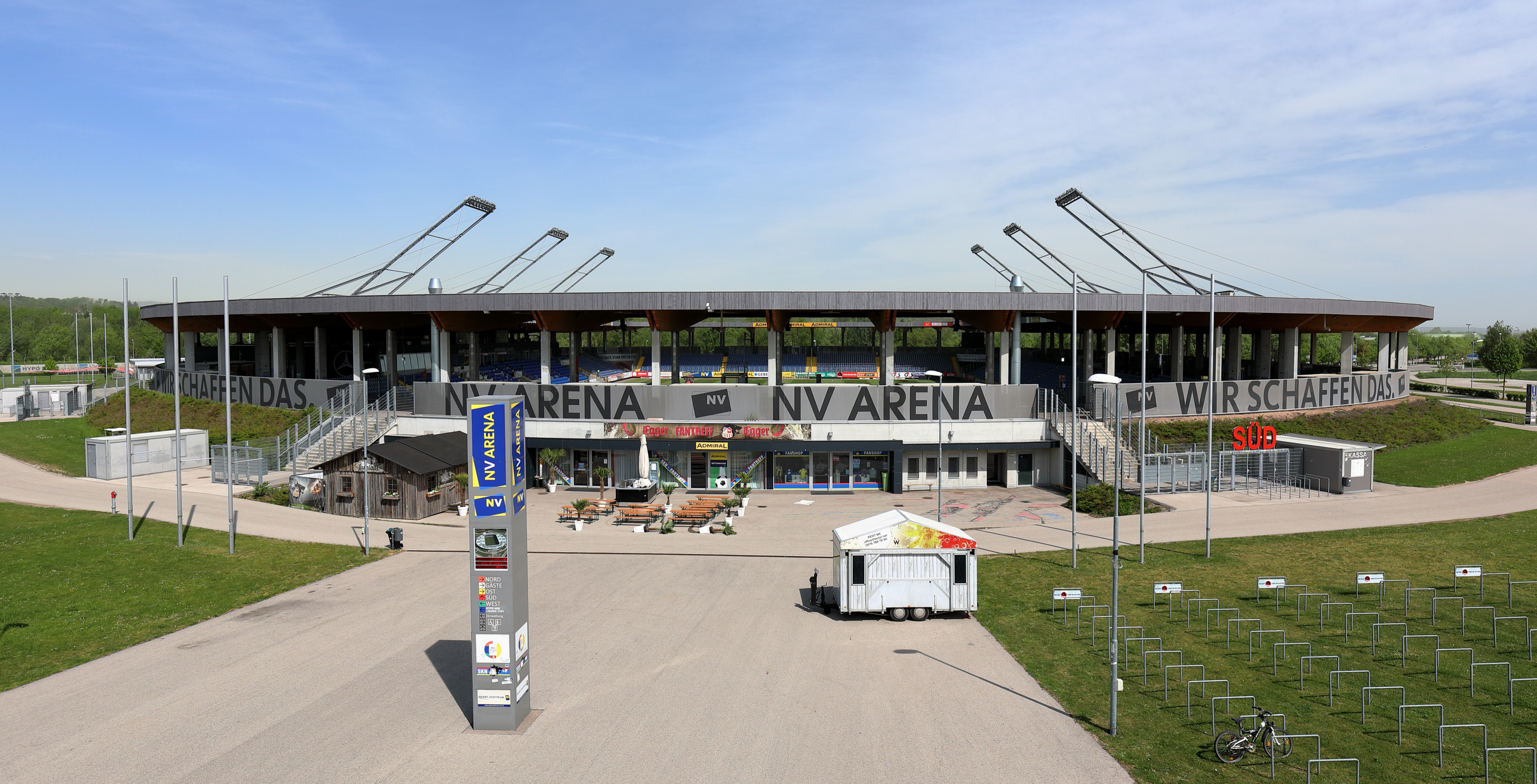
Die 2011 eröffnete NV-Arena ist das Heimstadion des SKN St. Pölten

Nach dem Baubeginn für die NV Arena im März 2011 dauerte es nur etwa ein Jahr, bis diese fertig war. Am 7. Juli 2012 wurde sie dann mit einem Blitzturnier zwischen dem SKN, Rapid Wien und Sparta Prag eröffnet.
Am 1. September 2013 wurde vom SKN St. Pölten die Beurlaubung von Trainer Martin Scherb bekanntgegeben. Unter Trainer Scherb, der sein Amt am 7. Jänner 2007 antrat, gelang 2008 der Meistertitel in der Regionalliga Ost und damit der Aufstieg in die Erste Liga. Nachdem Thomas Nentwich zu seinem interimistischen Nachfolger bestellt wurde, erfolgte am 5. September 2013 die Verpflichtung von Gerald Baumgartner, der in der Saison 2012/13 mit der FC Pasching den ÖFB-Cup gewonnen hatte.
Unter Gerald Baumgartner konnte der SKN St. Pölten im ÖFB-Cup bis ins Finale vordringen, das man gegen FC Red Bull Salzburg mit 2:4 verlor. In der Ersten Liga belegte SKN St. Pölten mit 53 Punkten den vierten Platz. Durch die starken Leistungen im Cup gelangte vor allem Trainer Baumgartner in den Fokus von Vereinen aus der Bundesliga. Ende Mai wurde sein Wechsel zu Austria Wien verkündet. Als Ersatz wurde der bisherige Trainer von Austria Wien Herbert Gager am 4. Juni 2014 vorgestellt.
Als Cupfinalist waren die Niederösterreicher für die 2. Qualifikationsrunde der Europa League qualifiziert, wo der österreichische Zweitligist auf den bulgarischen Vertreter Botev Plovdiv traf, den Vierten der bulgarischen Meisterschaft 2013/14. Die St. Pöltner setzten sich mit einem Gesamtscore von 3:2 durch und schafften als erster österreichischer Zweitligist den Aufstieg in die nächste Europacuprunde, in der die Niederösterreicher gegen den niederländischen Werksverein PSV Eindhoven, Meisterschaftsvierter 2013/14, spielten. Das Spiel in Eindhoven ging 1:0 verloren. Das Rückspiel in der NV-Arena endete mit einem 3:2-Sieg der Gäste. Der SKN schied mit einem Gesamtscore von 2:4 aus.

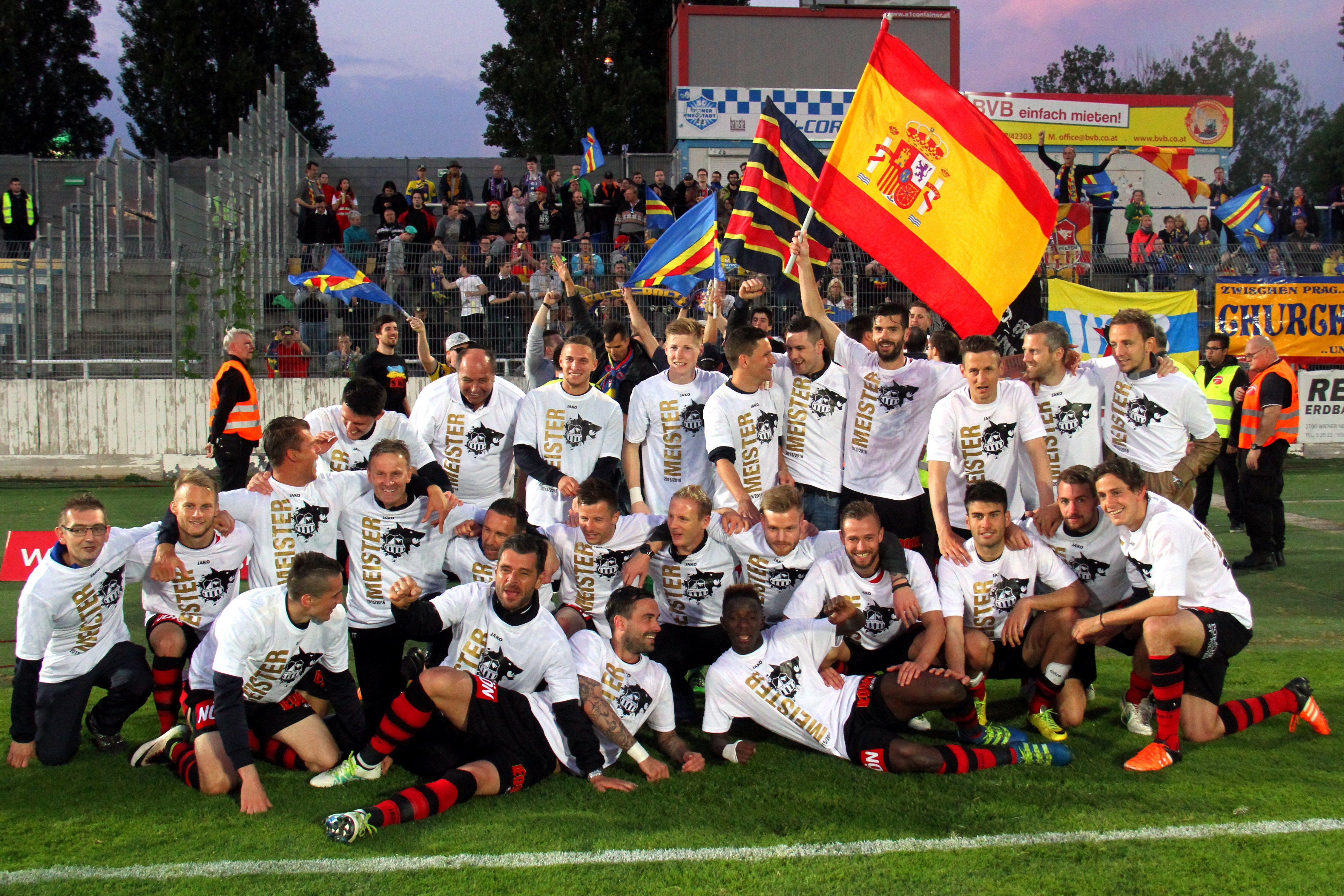
Meister der Ersten Liga und Aufsteiger in die Bundesliga 2016: SKN St. Pölten

Im Februar 2016 wurde in Mattersburg mit einem 2:1-Erfolg der Aufstieg in das Semifinale des ÖFB-Pokal 2015/16 fixiert. Das Halbfinale wurde in Mödling, gegen Admira Wacker, mit 1:2 verloren. Im Sommer 2016 gelang der Aufstieg in die Bundesliga.
Der Verein beendete die Bundesligasaison 2016/17 auf dem vorletzten Tabellenplatz. In der Saison 2017/18 wurde am 1. April auf dem letzten Tabellplatz liegend Trainer Oliver Lederer durch Dietmar Kühbauer ersetzt. Unter ihm konnten die letzten drei Spiele der Bundesliga siegreich gestaltet werden. Die Relegation gegen den Dritten der Ersten Liga, SC Wiener Neustadt, konnte mit 3:1 (2:0, 1:1) gewonnen werden. Anschließend legte der SC Wiener Neustadt Protest ein. Als Reaktion zog der SKN St. Pölten eine zuvor erteilte Zusage für die Nutzung der NV Arena zurück.

## Titel und Erfolge
- 1 × Meister der Ersten Liga und Aufstieg in die Bundesliga: 2015/16
- 1 × Meister Regionalliga Ost: 2007/08
- 1 × Meister Landesliga Niederösterreich: 2001/02
- 1 × Meister 2. Landesliga West: 2000/01
- 1 × Finalist im ÖFB-Pokal 2013/14
- 2 × Semifinalist im ÖFB-Pokal 2007/08 und ÖFB-Pokal 2015/16
- Aufstieg in die 3. Qualifikationsrunde der Europa League 2014/15

## Vereinsvorstand

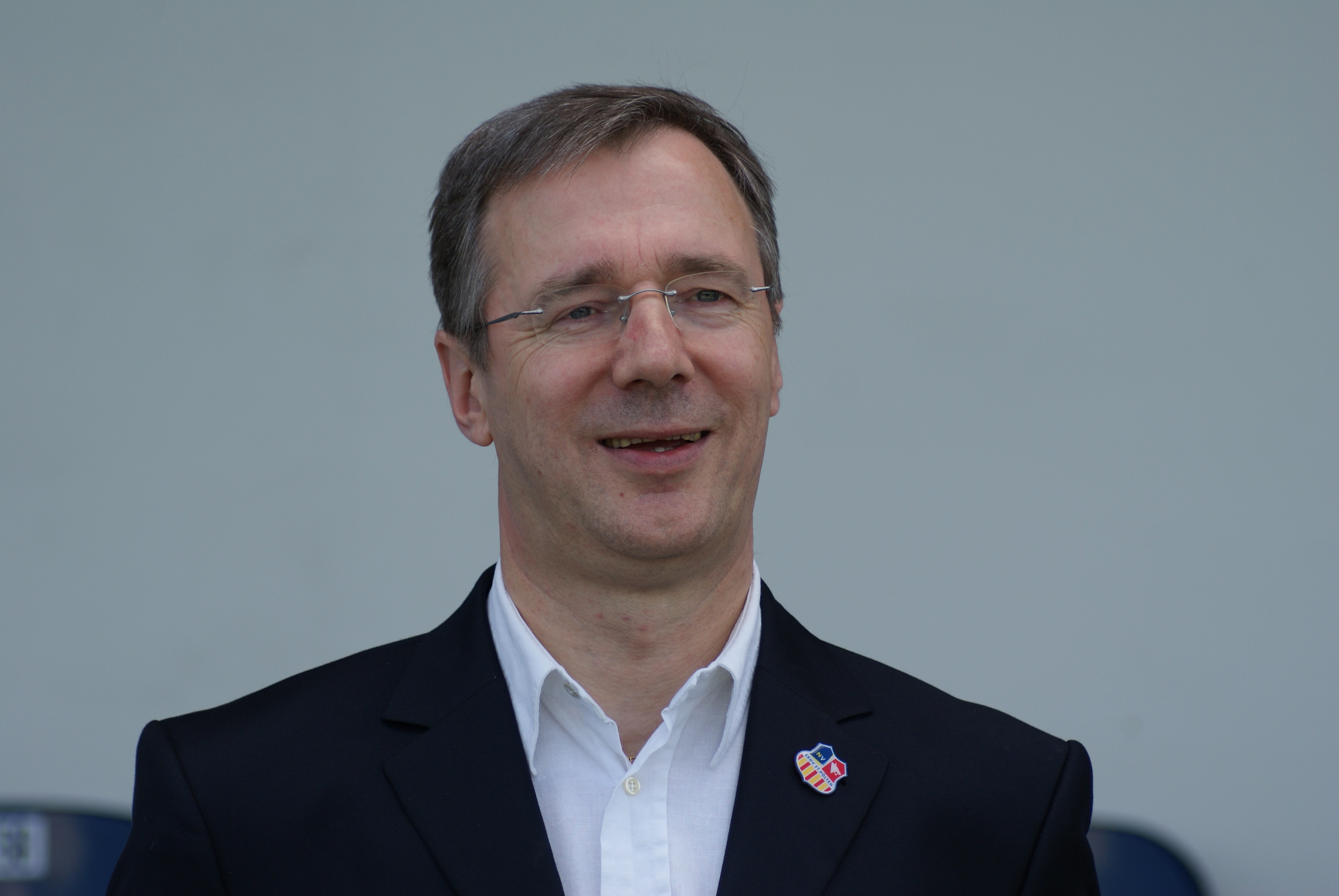
Der ehemalige Obmann Gottfried Tröstl stand dem Verein von 2010 bis 2018 vor.

Seit 2018 führt Helmut Schwarzl den Verein als Präsident. Unterstützt wird Schwarzl im Vorstand von Vizepräsident Dietmar Wieser, von Wolfgang Ammerer (Kassier), Gottfried Schellmann (Schriftführer), sowie von Herbert Bugl, Mario Lenz und Stefan Schrittwieser.
Ehemalige Vereinsvorstände:
- Sepp Hintermeier (Obmann von 2000 bis 2004)
- Christian Walter (Obmann von 2004 bis 2008)
- Sepp Hintermeier (Obmann von 2008 bis 2010)
- Gottfried Tröstl (Obmann von 2010 bis 2018)

## Kampfmannschaft

### Trainerteam
Stand: 1. Juli 2025
| Funktion        | Name              | Geburtsdatum | Nationalität | beim Verein seit | letzter Verein                 |
| --------------- | ----------------- | ------------ | ------------ | ---------------- | ------------------------------ |
| Trainer         | Cem Sekerlioglu   | 02.03.1979   | Osterreich   | 07/2025          | Co-Trainer TSV Hartberg        |
| Co-Trainer      | Daniel Schütz     | 19.06.1991   | Osterreich   | 08/2024          | Kremser SC                     |
| Co-Trainer      | Mark McCormick    | 11.07.1979   | Schottland   | 07/2025          | TSV Hartberg                   |
| Torwarttrainer  | Thomas Vollnhofer | 02.09.1984   | Osterreich   | 07/2024          | Trainer SKN St. Pölten Juniors |
| Athletiktrainer | Simon Zehenthofer | 10.05.1992   | Osterreich   | 07/2025          | SV Ried                        |

### Aktueller Kader
Stand: 1. August 2025
| Rücken- nummer | Name                   | Geburtsdatum | Nationalität | beim Verein seit | letzter Verein         |     |
| Tor            | Tor                    | Tor          | Tor          | Tor              | Tor                    | Tor |
| -------------- | ---------------------- | ------------ | ------------ | ---------------- | ---------------------- | --- |
| 01             | Christopher Knett      | 01.08.1990   | Osterreich   | 07/2025          | Al-Arabi SC            |     |
| 24             | Erik Baranyai-Ulvestad | 20.04.2005   | Osterreich   | 07/2025          | SKN St. Pölten Juniors |     |
| 32             | Marcel Kurz            | 15.03.2007   | Osterreich   | 08/2024          | AKA St. Pölten         |     |
| Verteidigung   |                        |              |              |                  |                        |     |
| 02             | Stefan Thesker         | 11.04.1991   | Deutschland  | 07/2023          | Holstein Kiel          |     |
| 05             | Lukas Buchegger        | 02.06.2003   | Osterreich   | 07/2024          | SV Kuchl               |     |
| 06             | Can Kurt               | 25.05.2001   | Osterreich   | 02/2025          | SKU Amstetten          |     |
| 15             | Sondre Skogen          | 13.08.2000   | Norwegen     | 07/2024          | Mjøndalen IF           |     |
| 18             | Timo Altersberger      | 11.10.2000   | Osterreich   | 07/2025          | SV Stripfing           |     |
| 19             | David Riegler          | 17.12.2002   | Osterreich   | 07/2021          | SKN St. Pölten Juniors |     |
| 23             | Dirk Carlson           | 01.04.1998   | Luxemburg    | 02/2023          | ADO Den Haag           |     |
| Mittelfeld     |                        |              |              |                  |                        |     |
| 08             | Christoph Messerer     | 10.11.2001   | Osterreich   | 04/2019          | SKN St. Pölten Juniors |     |
| 10             | Marc Stendera          | 10.12.1995   | Deutschland  | 07/2023          | VfB Oldenburg          |     |
| 14             | Dorian-Peter Kasparek  | 09.11.2006   | Osterreich   | 07/2025          | SKN St. Pölten Juniors |     |
| 21             | Max Kleinbruckner      | 18.04.2007   | Osterreich   | 07/2025          | AKA St. Pölten         |     |
| 34             | Leomend Krasniqi       | 17.06.2000   | Osterreich   | 07/2024          | Floridsdorfer AC       |     |
| 77             | Din Barlov             | 30.07.2003   | Osterreich   | 07/2021          | AKA St. Pölten         |     |
| Angriff        |                        |              |              |                  |                        |     |
| 07             | Winfred Amoah          | 18.05.2000   | Osterreich   | 07/2024          | DSV Leoben             |     |
| 09             | Bernd Gschweidl        | 08.09.1995   | Osterreich   | 07/2021          | SV Ried                |     |
| 11             | Marco Hausjell         | 06.06.1999   | Osterreich   | 07/2025          | SV Stripfing           |     |
| 17             | Mateo Zilic            | 11.05.2007   | Osterreich   | 07/2025          | AKA St. Pölten         |     |
| 22             | El Hadji Mané          | 06.08.2001   | Senegal      | 01/2025          | FK Auda                |     |
| 90             | Furkan Dursun          | 14.03.2005   | Osterreich   | 08/2025          | SK Rapid Wien (Leihe)  |     |

### Transfers
Stand: 1. August 2025
| Zugänge: | Abgänge: |
| Sommer 2025 | Sommer 2025 |
| --- | --- |
| - Timo Altersberger (SV Stripfing) - Furkan Dursun (SK Rapid Wien, Leihe) - Marco Hausjell (SV Stripfing) - Max Kleinbruckner (AKA St. Pölten) - Christopher Knett (Al-Arabi SC) - Mateo Zilic (AKA St. Pölten) - Din Barlov (SV Horn, Leih-Ende) | - Sebastian Bauer (ASK Ebreichsdorf) - Turgay Gemicibaşı (Admira Wacker) - Ramiz Harakaté (Grazer AK) - Claudy M’Buyi (SK Rapid Wien) - Dario Naamo (Dundee United, Leihe) - Andree Neumayer (Wiener Sport-Club) - Pirmin Strasser (TWL Elektra) - Nicolas Wisak (SV Oberwart) - Gerhard Dombaxi (vereinslos) - Gabriel Kirejczyk (vereinslos) - Marcel Ritzmaier (vereinslos) - Jerwand Sukiasjan (vereinslos) - Tom Ritzy Hülsmann (FC Bayern München, Leih-Ende) - Elijah Just (AC Horsens, Leih-Ende) |

## Trainerhistorie

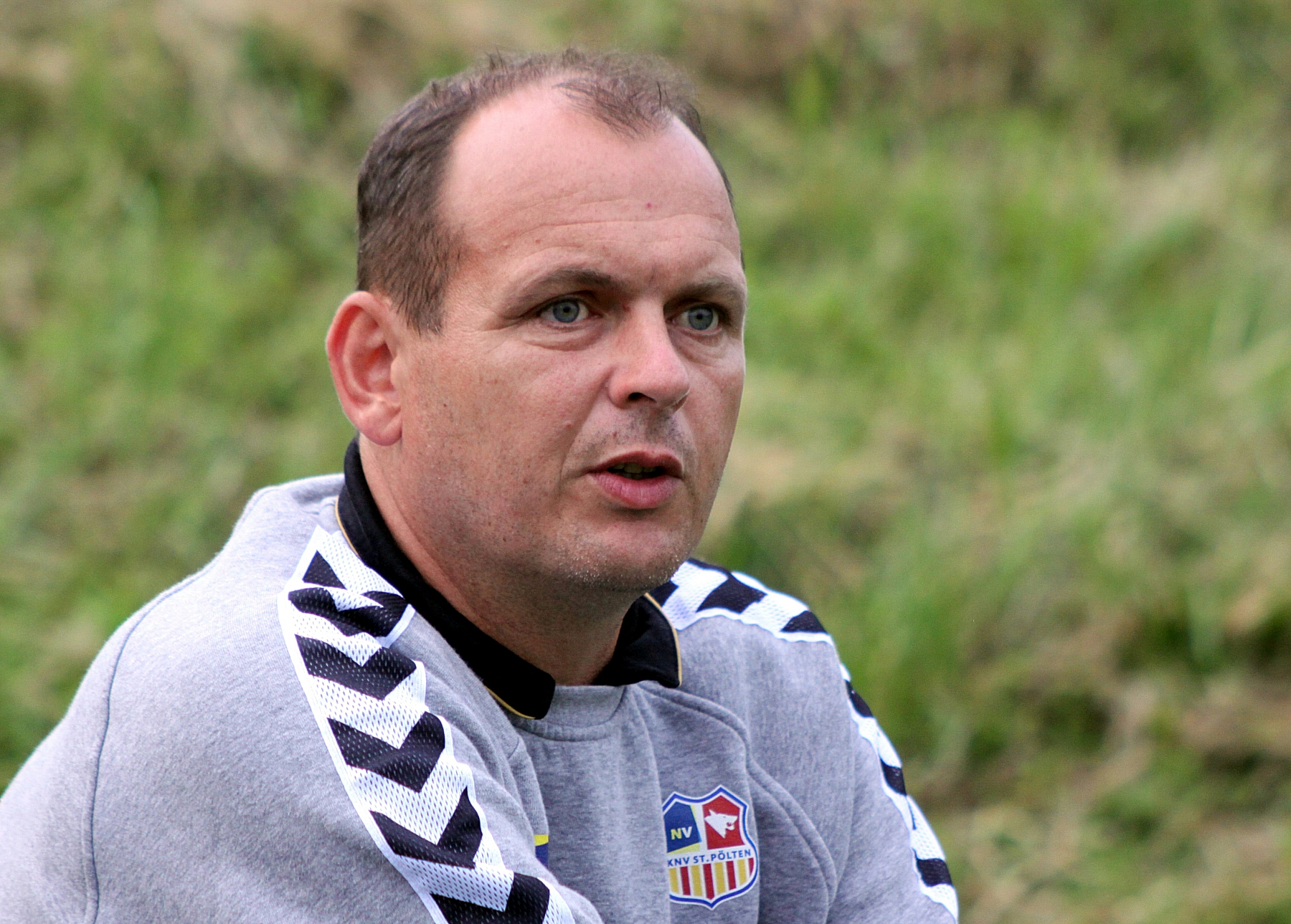
Martin Scherb bekleidete von 2007 bis 2013 das Amt des Trainers

| Trainer                                             | Jahr                                                                        |
| --------------------------------------------------- | --------------------------------------------------------------------------- |
| Karl Daxbacher                                      | 2000–2002 Meister 2. Landesliga West 2000/01, Meister 1. Landesliga 2001/02 |
| Frenkie Schinkels                                   | 2002–2004                                                                   |
| Günter Wessely                                      | 2005–2006                                                                   |
| Markus Kernal / Peter Benes                         | 2006                                                                        |
| Walter Hörmann                                      | 2006–2007                                                                   |
| Martin Scherb                                       | 7. Jan. 2007 bis 1. Sept. 2013 Meister Regionalliga Ost 2007/08             |
| Thomas Nentwich (Interimstrainer)                   | 1. bis 5. Sept. 2013                                                        |
| Gerald Baumgartner                                  | 5. Sept. 2013 bis 27. Mai 2014                                              |
| Herbert Gager                                       | 4. Juni 2014 bis Oktober 2014                                               |
| Michael Steiner                                     | 10. Oktober 2014 bis 21. März 2015                                          |
| Jochen Fallmann & Thomas Nentwich (Interimstrainer) | 22. März bis 31. Mai 2015                                                   |
| Karl Daxbacher                                      | 1. Juni 2015 bis 25. Oktober 2016 Meister 2. Liga 2015/16                   |
| Jochen Fallmann & Thomas Nentwich (Interimstrainer) | 25. Oktober 2016 bis 23. Dezember 2016                                      |
| Jochen Fallmann                                     | 23. Dezember 2016 bis 10. September 2017                                    |
| Marcel Ketelaer (Interimstrainer)                   | 10. bis 13. September 2017                                                  |
| Oliver Lederer                                      | 13. September 2017 bis 1. April 2018                                        |
| Dietmar Kühbauer                                    | 1. April 2018 bis 1. Oktober 2018                                           |
| Marcel Ketelaer (Interimstrainer)                   | 1. Oktober 2018 bis 10. Oktober 2018                                        |
| Ranko Popović                                       | 10. Oktober 2018 bis 13. Juni 2019                                          |
| Alexander Schmidt                                   | 1. Juli 2019 bis 9. März 2020                                               |
| Robert Ibertsberger                                 | 9. März 2020 bis 5. April 2021                                              |
| Georg Zellhofer (Interimstrainer)                   | 5. April 2021 bis 27. April 2021                                            |
| Gerald Baumgartner                                  | 28. April 2021 bis 30. Juni 2021                                            |
| Stephan Helm                                        | 1. Juli 2021 bis 23. Oktober 2023                                           |
| Jan Schlaudraff (Interimstrainer)                   | 23. Oktober 2023 bis 11. Dezember 2023                                      |
| Philipp Semlic                                      | 11. Dezember 2023 bis 3. Mai 2024                                           |
| Christoph Witamwas                                  | 3. Mai 2024 bis 30. Juni 2024                                               |
| Alexandar Gizow                                     | 1. Juli 2024 bis 7. Oktober 2024                                            |
| Tuğberk Tanrıvermiş                                 | 9. Oktober 2024 bis 30. Juni 2025                                           |

## Saisonbilanzen
- Saison: Nennt die jeweilige Spielzeit.
- Ligazugehörigkeit: Nennt den Namen der Spielklasse, in der gespielt wurde.
- P: Nennt die Platzierung des SKN in der Liga.
- S: Nennt die Anzahl der Siege des SKN in der Liga.
- U: Nennt die Anzahl der Spiele des SKN, die in der Liga unentschieden endeten.
- N: Nennt die Anzahl der Niederlagen des SKN in der Liga.
- Tore: Nennt das Torverhältnis. Die Zahl vor dem Doppelpunkt nennt die Anzahl der erzielten Tore, die Zahl nach dem Doppelpunkt die Anzahl der kassierten Tore.
- Punkte: Nennt die Anzahl der errungenen Punkte.
- Bester Ligatorschütze: Gibt ab der Saison 2001/02 den erfolgreichsten Ligatorschützen (bzw. bei Torgleichheit zweier Spieler die erfolgreichsten Torschützen) des SKN in der Spielklasse an. In Klammern wird dabei die Anzahl der Tore genannt.
- ÖFB-Cup: Nennt das Abschneiden im nationalen Cup.

| Saison  | Ligazugehörigkeit     | P     | S  | U  | N  | Tore  | Punkte   | Bester Ligatorschütze                              | ÖFB-Cup       |
| ------- | --------------------- | ----- | -- | -- | -- | ----- | -------- | -------------------------------------------------- | ------------- |
| 2000/01 | 2. NÖ Landesliga West | 1.    | 21 | 2  | 5  | 89:35 | 65       | nicht bekannt                                      |               |
| 2001/02 | 1. NÖ Landesliga      | 1.    | 21 | 4  | 5  | 70:23 | 67       | Hannes Weber (15)                                  |               |
| 2002/03 | Regionalliga Ost      | 10.   | 11 | 5  | 14 | 42:55 | 38       | Mario Prekop (9)                                   | 1. Runde      |
| 2003/04 | Regionalliga Ost      | 4.    | 14 | 5  | 11 | 60:36 | 47       | Christoph Knaller (17)                             | 2. Runde      |
| 2004/05 | Regionalliga Ost      | 6.    | 16 | 8  | 6  | 62:26 | 56       | Christoph Knaller (21)                             | Viertelfinale |
| 2005/06 | Regionalliga Ost      | 2.    | 19 | 7  | 4  | 65:33 | 64       | Christoph Knaller (23)                             | Achtelfinale  |
| 2006/07 | Regionalliga Ost      | 5.    | 16 | 8  | 6  | 71:27 | 56       | Eldar Topić (18)                                   | 2. Runde      |
| 2007/08 | Regionalliga Ost      | 1.    | 22 | 7  | 1  | 58:21 | 73       | Mirnel Sadović (19)                                | Halbfinale A  |
| 2008/09 | 2. Liga               | 5.    | 13 | 8  | 12 | 51:46 | 47       | Michael Wojtanowicz (18)                           | 2. Runde      |
| 2009/10 | 2. Liga               | 4.    | 14 | 9  | 10 | 44:42 | 51       | Michael Wojtanowicz (10)                           | 1. Runde      |
| 2010/11 | 2. Liga               | 5.    | 13 | 12 | 11 | 55:55 | 51       | Lukas Thürauer, Thomas Fröschl (12)                | 1. Runde      |
| 2011/12 | 2. Liga               | 4.    | 14 | 9  | 13 | 45:45 | 51       | Daniel Segovia (17)                                | 1. Runde      |
| 2012/13 | 2. Liga               | 4.    | 14 | 12 | 10 | 65:60 | 54       | Daniel Segovia (12)                                | 1. Runde      |
| 2013/14 | 2. Liga               | 4.    | 15 | 8  | 13 | 52:48 | 53       | Mirnel Sadović (12)                                | Finale        |
| 2014/15 | 2. Liga               | 5.    | 13 | 10 | 13 | 39:41 | 49       | Daniel Segovia (10)                                | Achtelfinale  |
| 2015/16 | 2. Liga               | 1.    | 26 | 2  | 8  | 68:34 | 80       | Daniel Segovia (19)                                | Halbfinale    |
| 2016/17 | Bundesliga            | 9.    | 9  | 10 | 17 | 41:60 | 37       | Daniel Segovia, Kevin Luckassen, Daniel Schütz (4) | Viertelfinale |
| 2017/18 | Bundesliga            | 10. B | 5  | 5  | 26 | 28:77 | 20       | Roope Riski, David Atanga, Daniel Schütz (5)       | 1. Runde      |
| 2018/19 | Bundesliga            | 6.    | 9  | 9  | 14 | 32:50 | 21 (OPO) | Rene Gartler (9)                                   | Viertelfinale |
| 2019/20 | Bundesliga            | 9.    | 8  | 10 | 14 | 39:65 | 25 (UPO) | Kwang-Ryong Pak (5)                                | Viertelfinale |
| 2020/21 | Bundesliga            | 12. C | 5  | 9  | 18 | 39:57 | 13 (UPO) | Alexander Schmidt (13)                             | 2. Runde      |
| 2021/22 | 2. Liga               | 8.    | 12 | 6  | 12 | 43:38 | 42       | Kresimir Kovacevic (8)                             | Achtelfinale  |
| 2022/23 | 2. Liga               | 3.    | 17 | 8  | 8  | 51:27 | 56       | Luis Hartwig (12)                                  | 2. Runde      |
| 2023/24 | 2. Liga               | 9.    | 12 | 4  | 14 | 46:52 | 40       | Dario Tadić (16)                                   | Viertelfinale |
| 2024/25 | 2. Liga               | 4.    | 15 | 8  | 7  | 56:34 | 53       | Claudy M’Buyi (21)                                 | 2. Runde      |

## Europapokalbilanz
| Saison  | Wettbewerb         | Runde                  | Gegner        | Gesamt | Hin     | Rück    |
| ------- | ------------------ | ---------------------- | ------------- | ------ | ------- | ------- |
| 2014/15 | UEFA Europa League | 2. Qualifikationsrunde | Botew Plowdiw | 3:2    | 1:2 (A) | 2:0 (H) |
| 2014/15 | UEFA Europa League | 3. Qualifikationsrunde | PSV Eindhoven | 2:4    | 0:1 (A) | 2:3 (H) |

Gesamtbilanz: 4 Spiele, 1 Sieg, 3 Niederlagen, 5:6 Tore (Tordifferenz −1)

## SKN St. Pölten Juniors
Die zweite Mannschaft des SKN St. Pölten spielt seit der Saison 2019/20 in der Landesliga.

## Frauenfußball

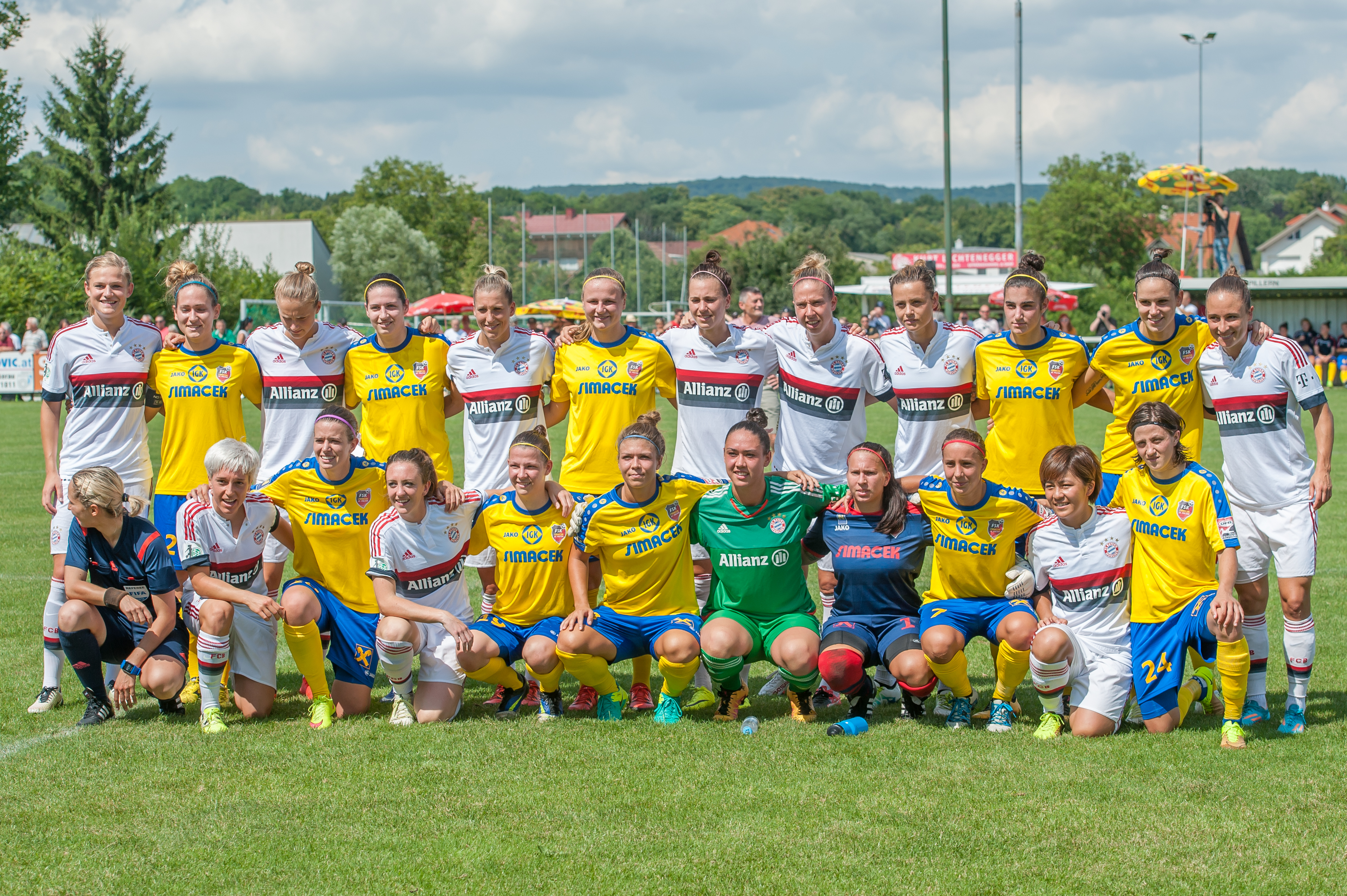
Die Frauenmannschaft des SKN St. Pölten gemeinsam mit der Mannschaft des FC Bayern München vor einem Testspiel am 23. Juli 2016

Am 17. Juni 2016 gliederte man den amtierenden Meister FSK St. Pölten als Frauenfußball-Abteilung in den SKN St. Pölten ein. Die Mannschaft war für die UEFA Women’s Champions League (UWCL) qualifiziert. Mit dem Gewinn der Österreichische Fußball-Frauenmeisterschaft 2016/17 qualifizierte sich die Mannschaft auch für die UEFA Women’s Champions League 2017/18.
Neben dem Bundesligateam besteht eine Zweite Mannschaft, die in der 2. Liga Ost/Süd spielt, sowie mehrere Mädchenmannschaften.

## Basketball
Seit der Saison 2019/20 nimmt das, zuvor unter dem Namen UBC St. Pölten spielende, Herren-Basketballteam unter dem Namen SKN St. Pölten an der Basketball Superliga teil.
In der Saison 2023/24 stellte man auch ein Frauen-Basketballteam in der Basketball Damen Superliga. Das Team konnte gleich in der Premierensaison das Double aus Meisterschaft und Cup gewinnen. Da es nach der Saison zu Ungereimtheiten mit dem Verband auf Grund fehlender Nachwuchsteams kam, zog sich die Damenmannschaft wieder aus der Meisterschaft zurück.

## Fraueneishockey
Seit 2023 gehören die ehemaligen EHV Sabres Wien zum SKN St. Pölten.

## Sponsoren
Unter der Sponsorenschaft des Einrichtungshauses Leiner trat der Verein bis 2005 unter dem Namen SKN Leiner St. Pölten in Erscheinung. Mit dem Einstieg der staff24 Personalmanagement GmbH änderte sich der Vereinsname 2006  auf SKN staff24 St. Pölten. In der Saison 2008/09 und 2009/10 trat der Verein unter dem Namen Sportklub Niederösterreichische Versicherung St. Pölten (kurz SKNV St. Pölten) auf. Seit der Saison 2010/11 war der ursprüngliche Name „Sportklub Niederösterreich St. Pölten (SKN St. Pölten)“ wieder in Verwendung, bis er im Jänner 2019 erneut erweitert wurde. Seitdem taucht der Hauptsponsor, der Mobilfunkanbieter spusu, offiziell im Vereinsnamen spusu Sportklub Niederösterreich St. Pölten sowie im neu gestalteten Wappen auf.

## Budget
Das Budget des SKN für die Saison 2011/12 belief sich auf 2,06 Millionen Euro, der Gewinn auf etwa 22.000 Euro, womit man im hinteren Mittelfeld der Ersten Liga lag. Für das Personal gab man nach Angaben des KSV mit 1,6 Millionen Euro vergleichsweise viel Geld aus. Die Zahlen der Vereine sind jedoch schwer zu vergleichen, da oft unterschiedliche Daten angegeben werden. Für die Saison 2012/13 hatte man ein Budget von 3,3 Millionen Euro (davon 2 Millionen Sportbudget samt SKN Juniors, Betreuer usw., aber ohne der Akademie St. Pölten, die nicht zum Verein gehört). Das Lizenzbudget der Saison 2013/14 gab der Verein mit 3,5 Millionen Euro an.
Bei den Jahresabschlussdaten für die Saison 2018/19 machte der Verein beim Eigenkapital ein minus von 886.000 Euro. Jedoch kommt der Verein zu einem Jahresergebnis nach Steuern von 19.000 Euro plus.

## Fanclub

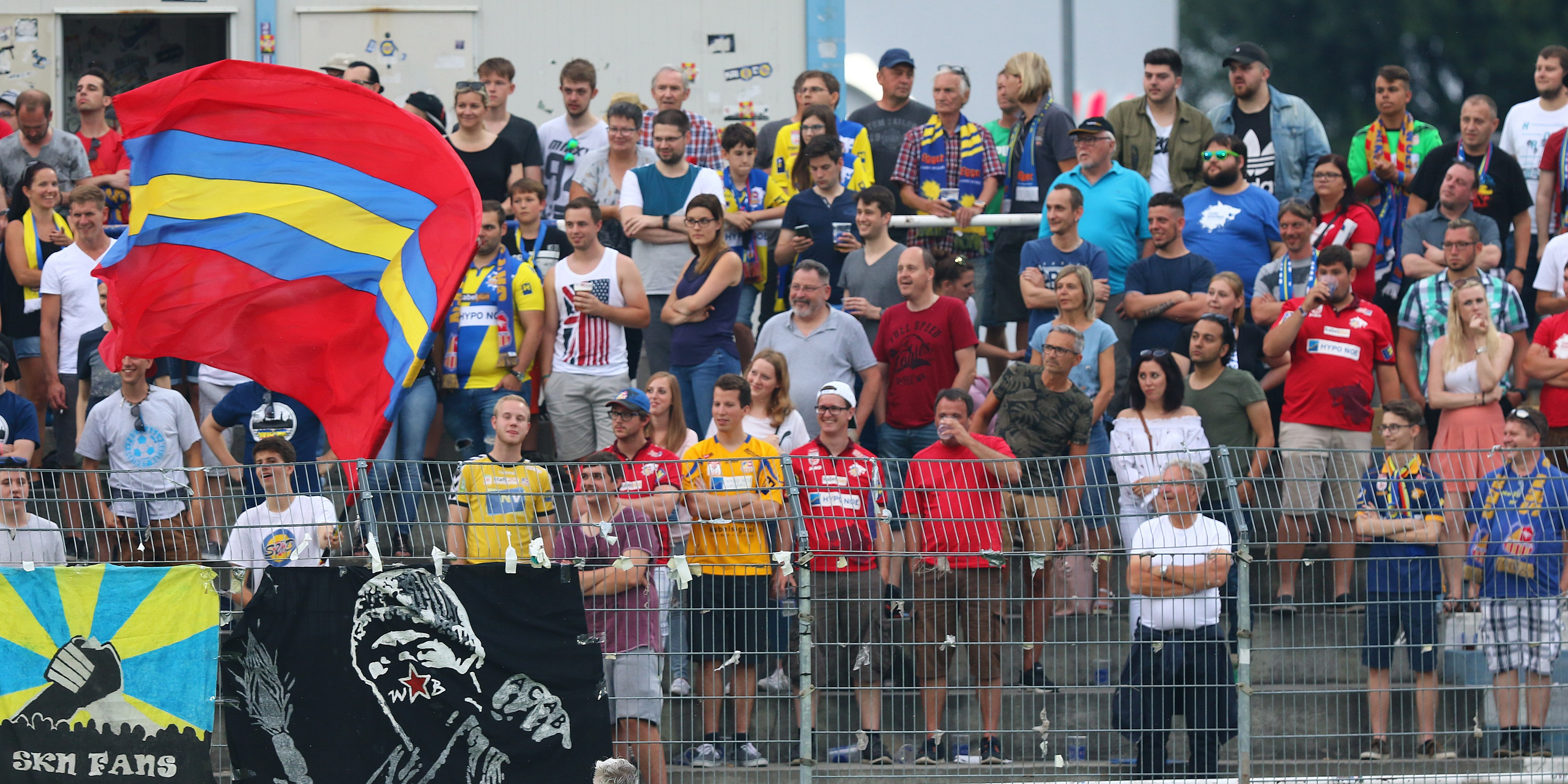
Fans des SKN St. Pölten im Jahr 2018 beim Spiel gegen den SC Wiener Neustadt

Der Fanclub des SKN St. Pölten ist die 2004 gegründete Wolfbrigade. Sie setzt sich für die bestmögliche Unterstützung in St. Pölten und gegen Rassismus ein.